# Evelyn Nesbit
Evelyn Nesbit, nata  Florence Evelyn Nesbit (Tarentum, 25 dicembre 1884 – Santa Monica, 17 gennaio 1967), è stata una modella, ballerina e attrice statunitense.
Soprannominata The Girl in the Red Velvet Swing, è nota per essere rimasta coinvolta nell'omicidio dell'ex-amante, l'architetto Stanford White, ucciso dal suo primo marito, il milionario Harry Kendall Thaw. Dalla vicenda, uno dei casi più celebri nella New York del primo Novecento, sono stati tratti i film L'altalena di velluto rosso e Ragtime. Nel primo, il suo personaggio è interpretato da Joan Collins, nel secondo, da Elizabeth McGovern.
Evelyn Nesbit fu una delle modelle del pittore Charles Dana Gibson, una delle ispiratrici della Gibson Girl e la fonte d'ispirazione per il personaggio principale del romanzo Anna dai capelli rossi di Lucy Maud Montgomery.

## Biografia

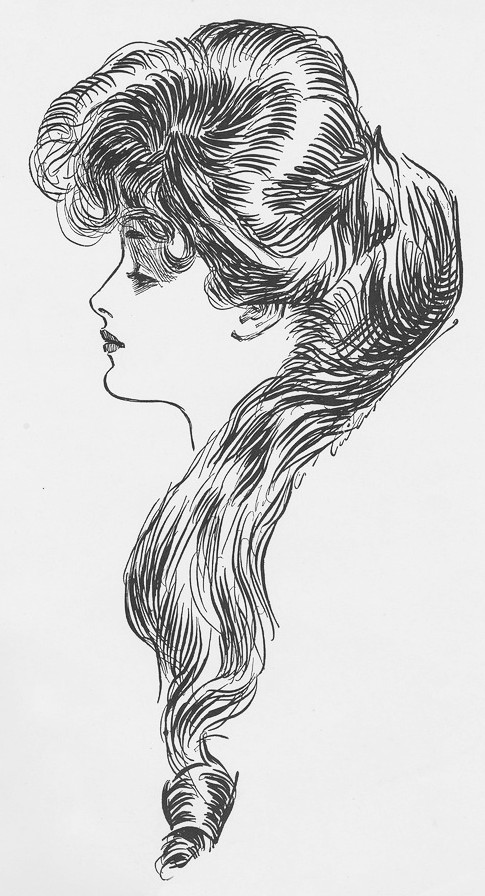
The Eternal Question, schizzo di Charles Dana Gibson (1901).

Nata il giorno di Natale del 1884 in Pennsylvania, a Tarentum, un paesino nei pressi di Pittsburgh, Florence Evelyn Nesbit era di ascendenza scoto-irlandese. Già da piccola era sorprendentemente bella, ma anche di carattere timido e tranquillo. Aveva un fratellino più giovane di lei, Howard. La famiglia Nesbit intorno al 1893 si trasferì a Pittsburgh, quando Evelyn andava ancora a scuola. Suo padre, l'avvocato Winfield Scott Nesbit, morì quell'anno, lasciando molti debiti e la famiglia nell'indigenza. Per anni, i due ragazzi Nesbit e la loro madre vissero alle soglie della povertà ma, quando Evelyn diventò adolescente, la sua bellezza attrasse l'attenzione di numerosi artisti del posto che la vollero come modella.

### Modella a New York
Nel 1901, a diciassette anni, Evelyn si trasferì a New York insieme alla madre andando a vivere con lei in una stanzetta al 249 W. 22nd Street. Ma, di fronte alle difficoltà che entrambe incontrarono nella ricerca di un lavoro, Evelyn riuscì a convincere la madre che la soluzione poteva essere quella di tornare a fare nuovamente la modella, posando questa volta per gli artisti di New York. Tramite una lettera di presentazione, incontrò il pittore James Carroll Beckwith per cui cominciò subito a lavorare. Posò così anche per Frederick S. Church, Herbert Morgan, Gertrude Käsebier, Carl Blenner e per il fotografo Rudolf Eickemeyer, Jr.. Diventata una delle modelle preferite dagli artisti di New York, Evelyn fu anche ispiratrice di Charles Dana Gibson, uno dei più popolari artisti del paese che fece uno schizzo a inchiostro del profilo della ragazza, acconciandole i capelli rossi come fossero un punto interrogativo. Il lavoro, dal titolo The Eternal Question, rimane una delle opere più conosciute di Gibson e la modella entrò di diritto nel novero delle famose Gibson Girl.

### Relazioni

#### Stanford White
Ballerina di fila a Broadway, nel 1901 Evelyn fu presentata a Stanford White, uno dei più noti architetti di New York, dall'attrice Edna Goodrich, con lei nel cast del musical Florodora. White era conosciuto nell'ambiente come un grande donnaiolo, chiamato familiarmente Stanny: Evelyn, all'epoca, aveva 16 anni, lui 47. White aveva un appartamento in un loft nella West 24th Street da cui si entrava passando accanto all'entrata di servizio di un negozio di giocattoli. Evelyn Nesbit ricorda nelle sue memorie la prima visita che fece al locale, decorato con tende di velluto rosso e quadri alle pareti: White e un altro uomo, Reginald Ronalds, le versarono una coppa di champagne, conducendola poi al piano superiore, dove pendeva un'altalena, anche questa di velluto rosso.

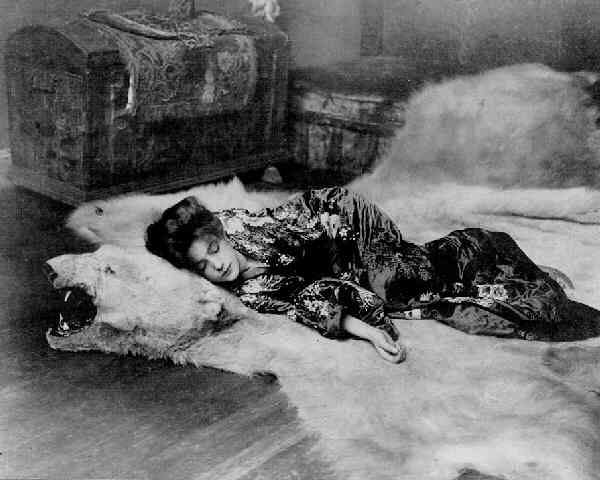
Farfalla stanca, foto di Rudolf Eickemeyer (1901).

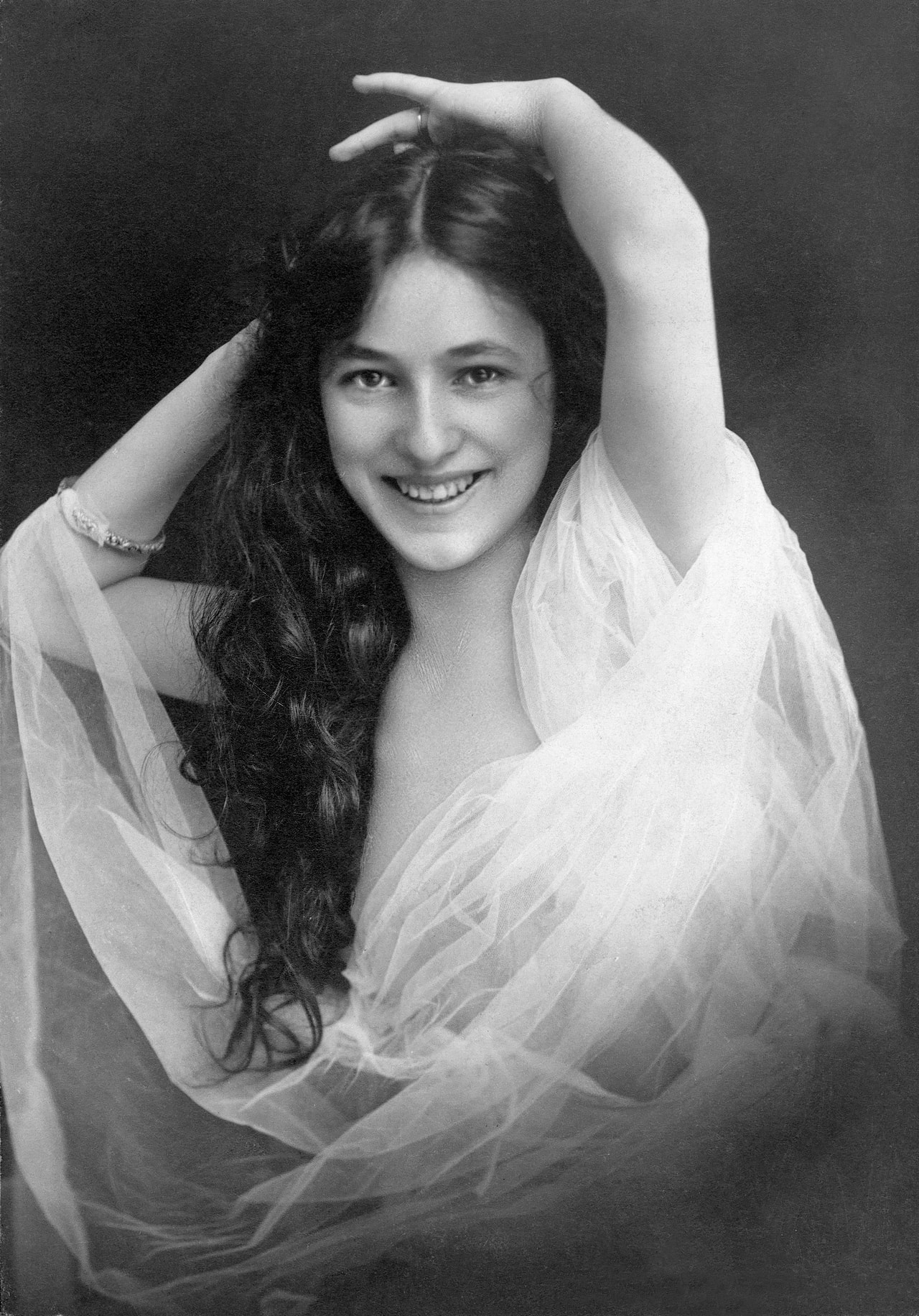
Evelyn Nesbit fotografata nel 1901 da Sarony.

Quella prima volta non successe niente di rimarchevole. L'altalena, però, venne messa in discussione più volte nel corso del processo per omicidio in cui venne poi coinvolta Evelyn: il luogo dove si trovava venne erroneamente identificato da più parti per l'ufficio che White aveva al vecchio Madison Square Garden. Nesbit, invece, dichiara in modo netto che l'altalena e le attività a lei connesse si svolsero nell'edificio della West Twenty-fourth Street. L'architetto amava vedere giovani donne nude o seminude dondolarsi sull'altalena. Secondo Evelyn, il piacere sessuale derivava tutto dal piacere "estetico" che l'uomo ne ricavava.
La madre di Evelyn, dal canto suo, era stata conquistata da White con la promessa di far entrare all'Accademia Militare di Filadelfia Howard, il figlio maschio. Tanta era la fiducia che la donna riponeva nell'architetto che gli affidò senza remore Evelyn al momento di partire per un viaggio a Pittsburgh. Alcune sere dopo, Evelyn fu stuprata da White. A cena erano solo loro due nell'appartamento dell'uomo e dopo il pasto e parecchie coppe di champagne, la ragazza venne portata in un altro salone, con un grande divano verde di velluto e le pareti tappezzate di specchi. Quando tornò giù, si provò un kimono di raso giallo. Poi, perse conoscenza. Quando si risvegliò, sempre secondo i suoi ricordi, era praticamente nuda con accanto White sdraiato nel letto. «Entrata vergine, ne uscii che non lo ero più».
Più tardi, Evelyn avrebbe raccontato questa storia a Harry Thaw per spiegargli le ragioni del suo rifiuto alla richiesta di matrimonio del milionario. Negli ultimi anni della sua vita, Evelyn Nesbit confessò come il carismatico Stanny fosse stato l'unico uomo che lei avesse mai amato.

#### John Barrymore
White si disinteressò presto di Evelyn, che nel frattempo conobbe John Barrymore. L'attore aveva cominciato a corteggiarla dopo averla vista in Florodora: le aveva inviato dei fiori ed era divenuto un suo assiduo ammiratore. Evelyn aveva trovato finalmente un innamorato della sua età e passava molte ore con lui nel suo appartamento. John, che apparteneva a una nota famiglia di gente di teatro, i Barrymore, non sarebbe stato però considerato un partito interessante dalla signora Nesbit, reputato troppo povero per quella sua bellissima figlia diciassettenne. La madre, infatti, quando scoprì la loro relazione, andò su tutte le furie come fece del resto anche White.  L'architetto, però, che aveva ancora una grande influenza sulla ragazza, trovò un modo per separare la coppia: Evelyn che, per ragioni finanziarie, non aveva mai potuto avere un'educazione né studi adeguati a una condizione signorile, avrebbe potuto frequentare un collegio per signorine a Wayne, nel New Jersey, collegio gestito da Beatrice DeMille, madre del famoso regista Cecil B. DeMille. La giovane, allora, rifiutò la proposta di matrimonio di Barrymore che le si era dichiarato alla presenza della signora Nesbit e di White.

#### Harry Kendall Thaw
Stanford White e John Barrymore furono in seguito soppiantati da Harry Kendall Thaw (1871-1947), figlio di un magnate del carbone e delle ferrovie di Pittsburgh.  Prima della sua relazione con Thaw, Evelyn ebbe una storia anche con James "Monty" Waterbury (1875–1920), noto giocatore di polo, e con il giovane editore Robert J. Collier. Thaw era estremamente possessivo nei riguardi di Evelyn come pure era ossessionato da White (a cui si riferiva chiamandolo the Beast, la bestia) e dai rapporti che aveva intrattenuto con la ragazza.
Nonostante ripetuti rifiuti alla sua richiesta di matrimonio, alla fine Evelyn che, all'epoca aveva vent'anni, accettò di sposarlo dopo un viaggio in Europa che avevano fatto insieme. Le nozze furono celebrate il 4 aprile 1905. Cocainomane e, molto probabilmente, sadico, Thaw inflisse alla moglie torture psicologiche e fisiche, arrivando a frustarla.
Evelyn ebbe un figlio, Russell William Thaw, nato a Berlino il 25 ottobre 1910. Il ragazzo diventò in seguito un valoroso pilota nella seconda guerra mondiale. Da bambino apparve al fianco della madre nelle vesti di attore in alcuni film. 

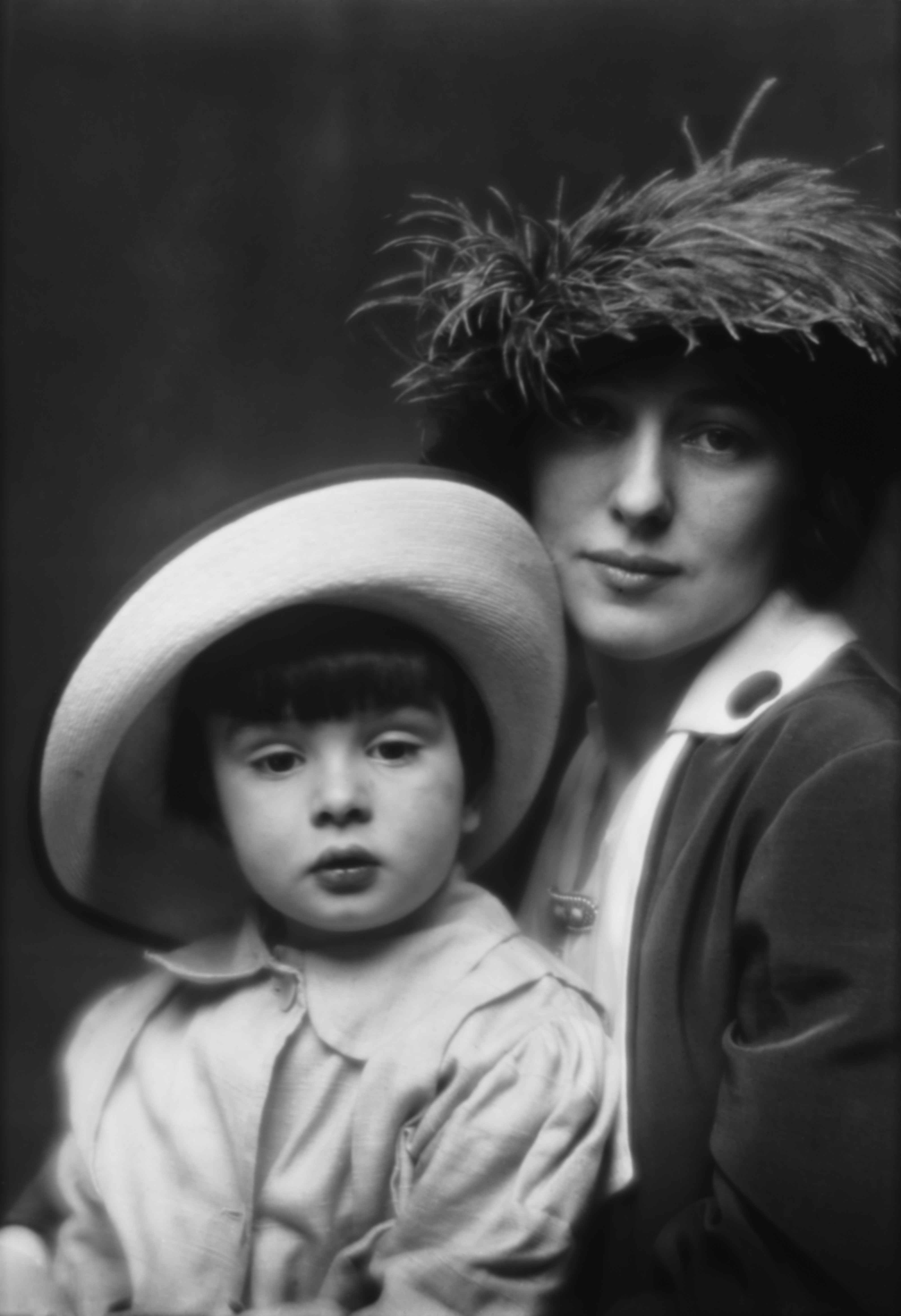
Nesbit con il figlio. Foto di Arnold Genthe (1913).

### L'omicidio di Stanford White
Il 25 giugno 1906, Nesbit e Thaw videro White al ristorante Café Martin. Quella sera, sulla terrazza del Madison Square Garden dove si rappresentava la commedia musicale Mam'zelle Champagne, Thaw vide nuovamente a un tavolo vicino l'odiato architetto. Impugnata la pistola che si portava sempre dietro, gli sparò tre colpi in faccia, uccidendolo all'istante. Gli spettatori in sala, testimoni involontari dell'omicidio, asserirono che Thaw avesse esclamato: «You’ll never go out with that woman again» ("Non uscirai mai più con quella donna"). Nel suo libro The Murder of Stanford White, Gerald Langford scrive che Thaw potrebbe aver detto: “Hai rovinato la mia vita”, oppure “Hai rovinato mia moglie” (le due versioni discordanti nascono dall'originale inglese, dove life, che sta per "vita", potrebbe esser confuso con wife, cioè "moglie").
Thaw subì due processi per l'omicidio di White. Nel primo, la giuria non riuscì ad accordarsi sulla sentenza. Nel secondo, la madre di Thaw convinse Evelyn a testimoniare in favore del figlio: in cambio del divorzio e di un milione di dollari, la giovane moglie avrebbe dovuto raccontare in tribunale di essere stata l'amante dell'architetto. Si sarebbe così giustificato il comportamento di Thaw, che avrebbe agito per vendicare il suo onore. In seguito alla testimonianza di Evelyn, Thaw evitò la condanna a morte e venne dichiarato infermo di mente; condannato al manicomio criminale, scontò una condanna che gli lasciava molte libertà (durante la detenzione, fu visto uscire numerose volte per recarsi in società). Ciò nonostante, nel 1913 evase e cercò di fuggire in Canada, dove fu però arrestato,  estradato e riportato al Matteawan State Hospital for the Criminally Insane di Beacon, dove era detenuto.
Nel 1917, sottoposto a perizia medica, fu dichiarato sano di mente e rimesso in libertà. Evelyn ebbe il divorzio, ma non vide mai neanche un centesimo del milione di dollari che le era stato promesso. In compenso, le venne sempre contestata la paternità del figlio, che lei dichiarò essere di Thaw anche se era stato concepito durante la detenzione dell'uomo.

### Ultimi anni
Gli anni che seguirono il secondo processo, furono segnati da svariati tentativi di suicidio. La sua carriera teatrale era stata distrutta. Le venne offerta qualche occasione di lavorare nel cinema. Nel 1916, dopo il divorzio da Thaw, si sposò con il suo partner, il ballerino Jack Clifford (1880–1956), nato Virgil James Montani. Due anni dopo, lui la lasciò. Divorziarono nel 1931.
Nel 1926, Evelyn Nesbit rilasciò un'intervista al New York Times dove dichiarava che lei e Thaw si erano riconciliati. Ma niente venne a sostenere questa affermazione. Nesbit pubblicò due libri di memorie, The Story Of My Life (1914) e Prodigal Days (1934).
Superati i problemi di alcolismo, dipendenza da morfina e i tentativi di suicidio, visse i suoi ultimi anni in tranquillità a Northfield, nel New Jersey. Diventò insegnante di ceramica e fece da consulente per il film del 1955 L'altalena di velluto rosso, una biografia romanzata che ricostruiva per lo schermo la terribile vicenda che aveva segnato tutta la sua vita. Nel 1947, alla morte di Thaw, ricevette un lascito testamentario di diecimila dollari.
Morì a 82 anni, il 17 gennaio 1967 a Santa Monica, in California. Venne sepolta all'Holy Cross Cemetery di Culver City.

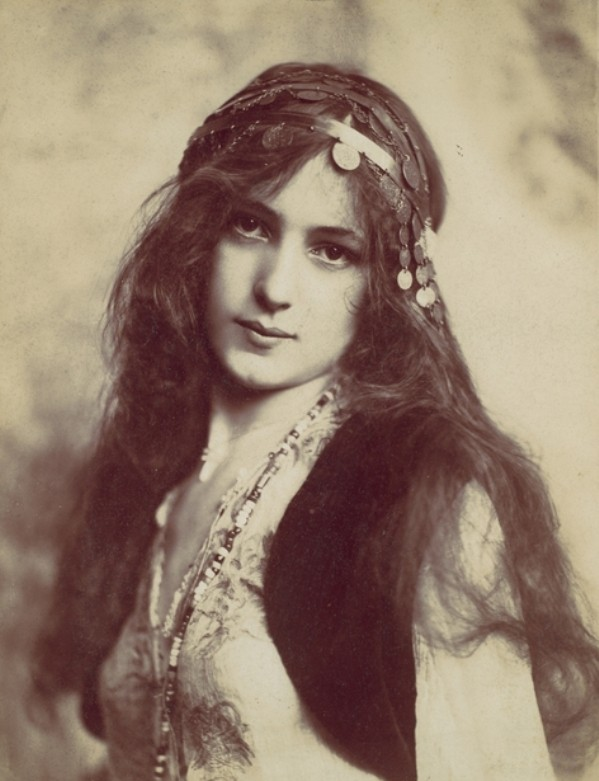
The Bridal Rose (1901).
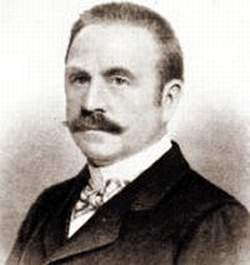
Stanford White (1895, circa).
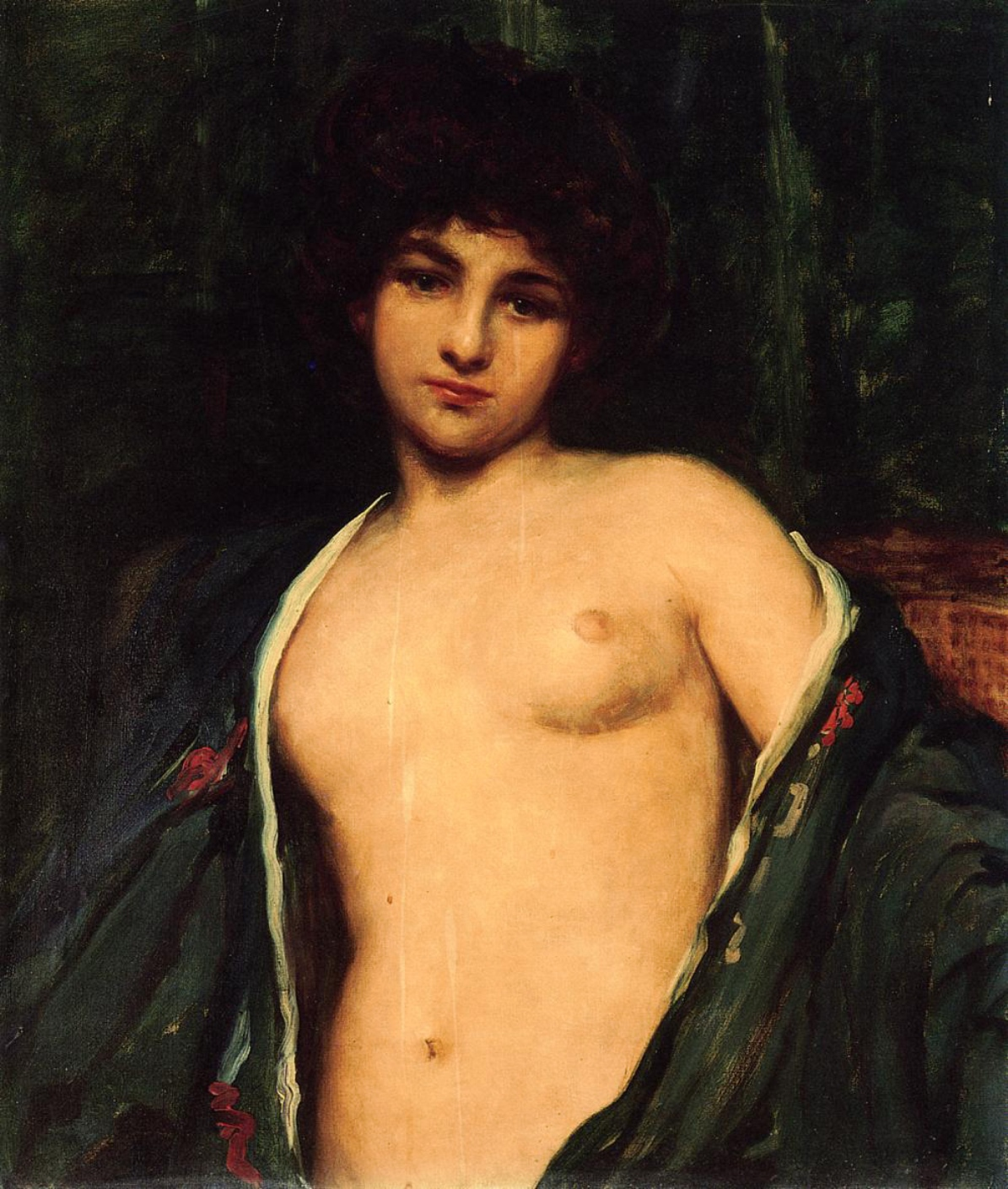
Ritratto di James Carroll Beckwith (1900).
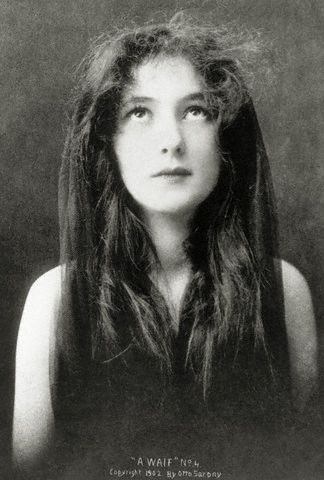
Foto di Otto Sarony (1902).
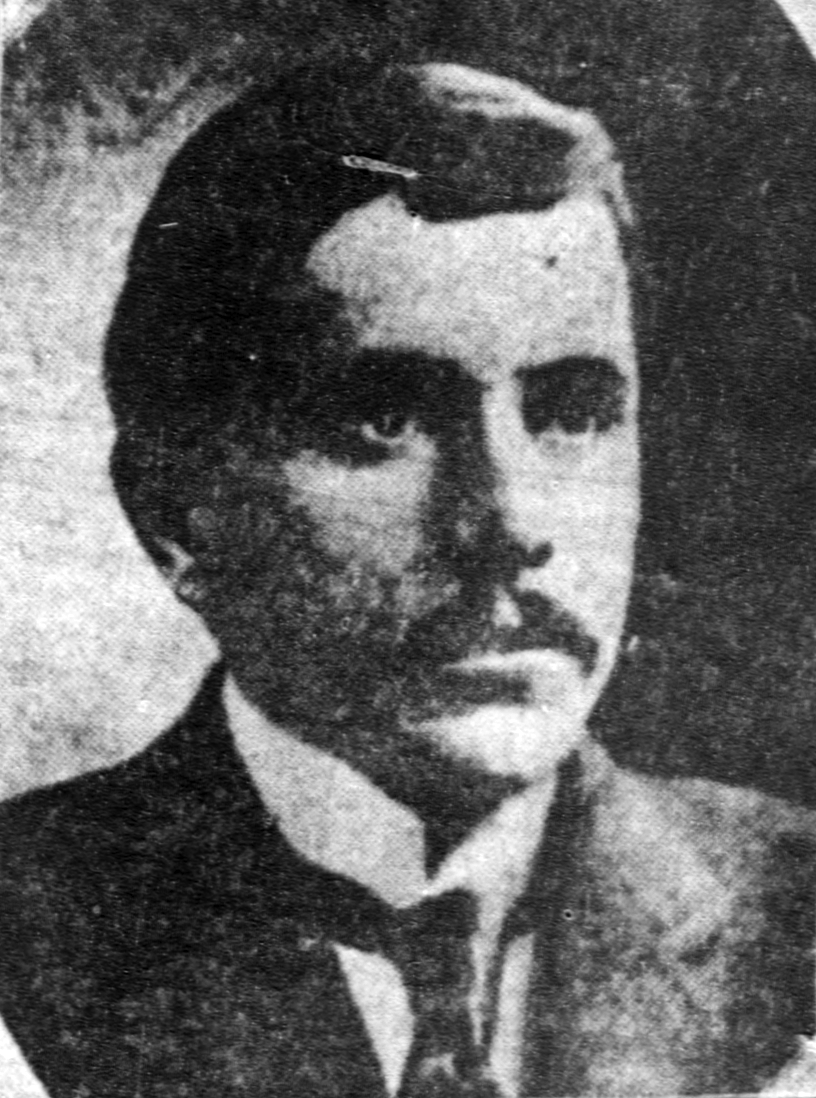
Harry Kendall Thaw (foto pubblicata nel 1907)
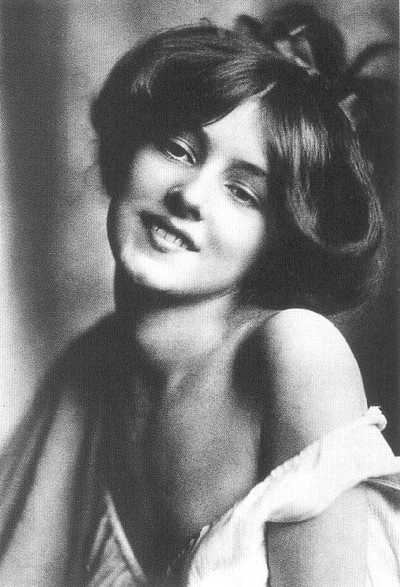
Ritratto di Rudolf Eickemeyer (1901).

## Filmografia
La filmografia è completa. Quando manca il nome del regista, questo non viene riportato nei titoli:

### Attrice
- Threads of Destiny, regia di Joseph W. Smiley (1914)
- A Lucky Leap, regia di Roy Clements - cortometraggio (1916)
- Redemption, regia di Joseph A. Golden e Julius Steger (1917)
- Her Mistake, regia di Julius Steger (1918)
- The Woman Who Gave, regia di Kenean Buel (1918)
- I Want to Forget, regia di James Kirkwood (1918)
- Woman, Woman!, regia di Kenean Buel (1919)
- Thou Shalt Not, regia di Charles Brabin  (1919)
- A Fallen Idol, regia di Kenean Buel (1919)
- My Little Sister, regia di Kenean Buel (1919)
- The Hidden Woman, regia di Allan Dwan (1922)

### Film o documentari dove appare Evelyn Nesbit
- The Unwritten Law: A Thrilling Drama Based on the Thaw-White Tragedy (1907)
- Broadway Gossip No. 2, regia di Raymond Kane (1932)

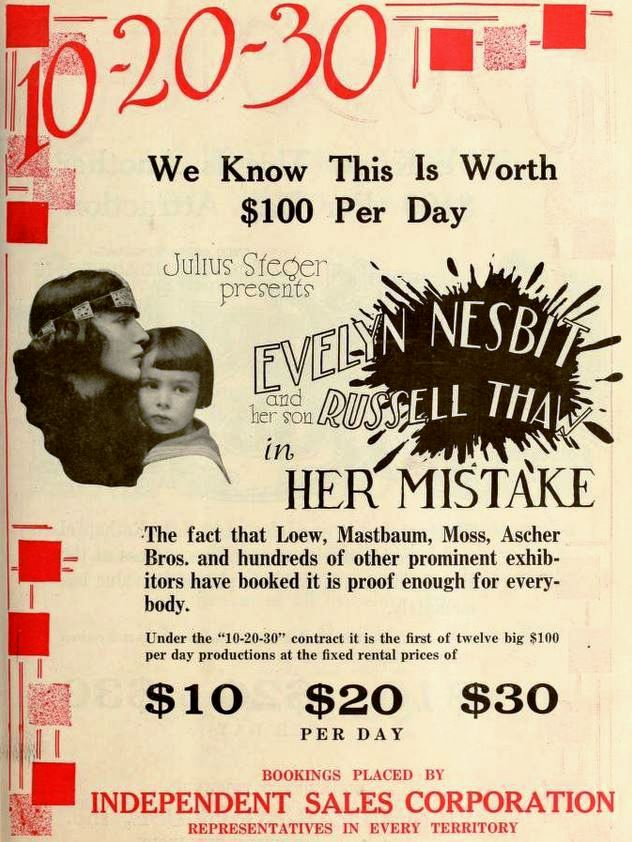
Her Mistake (1918).
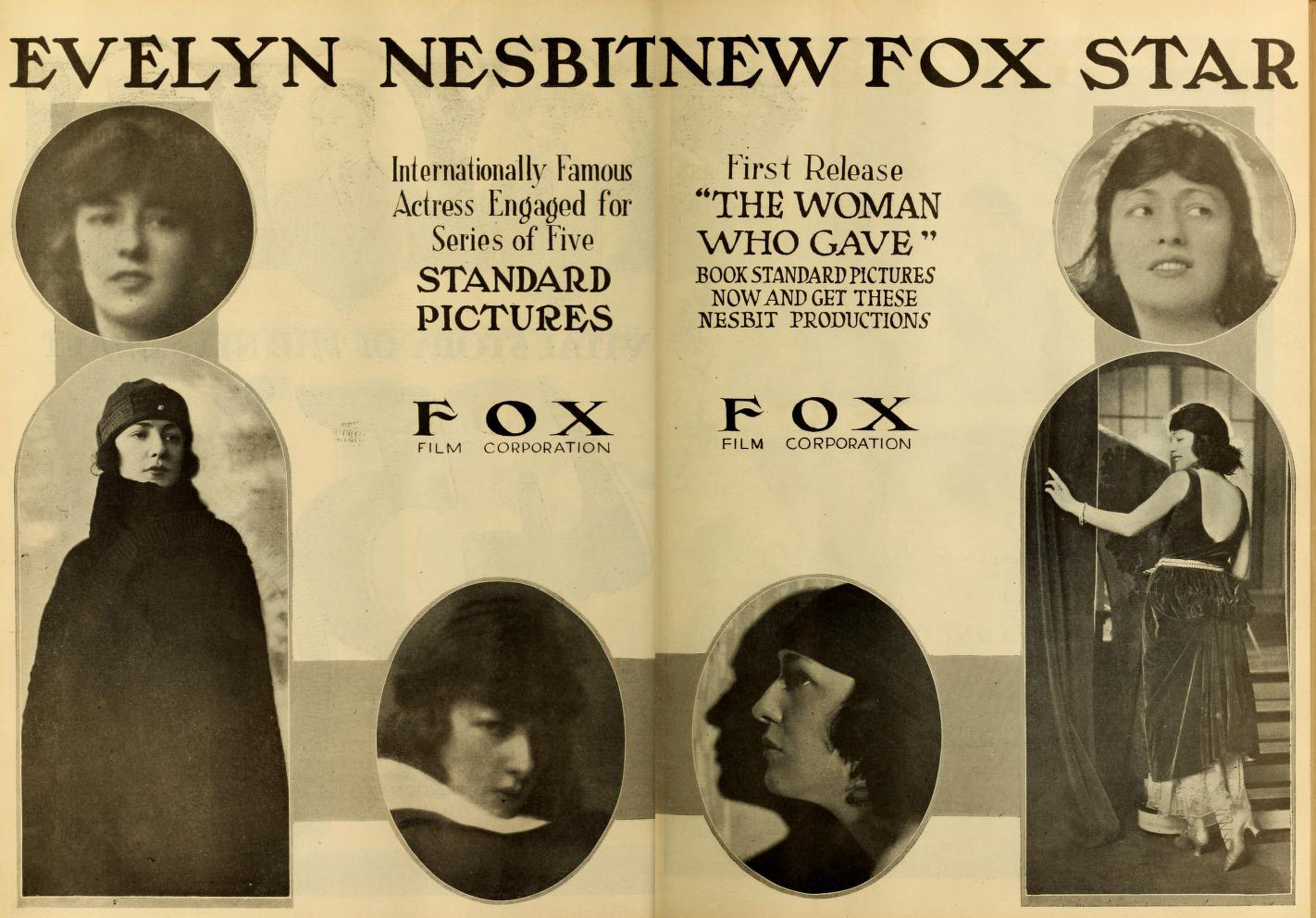
The Woman Who Gave (1918).
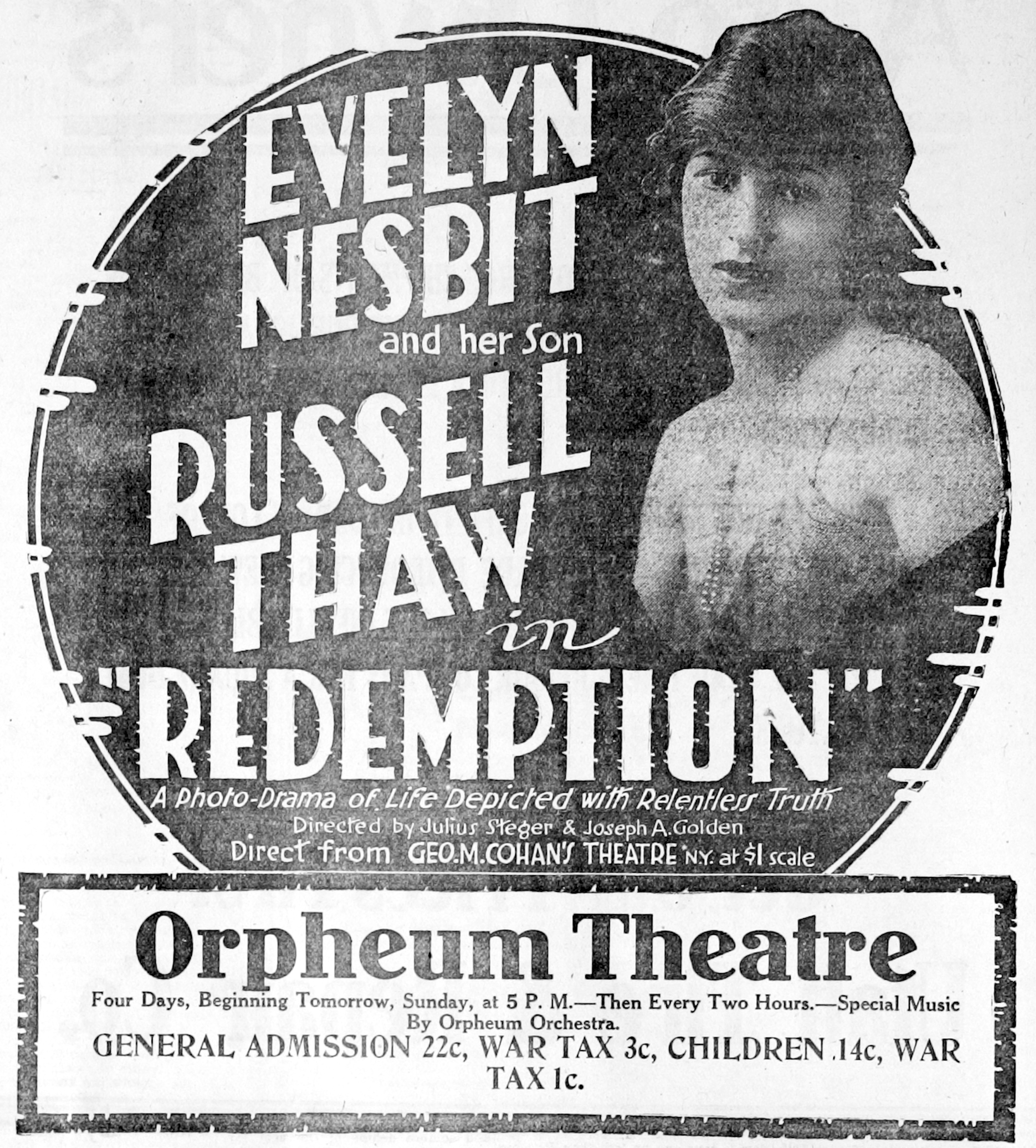
Redemption (1918).
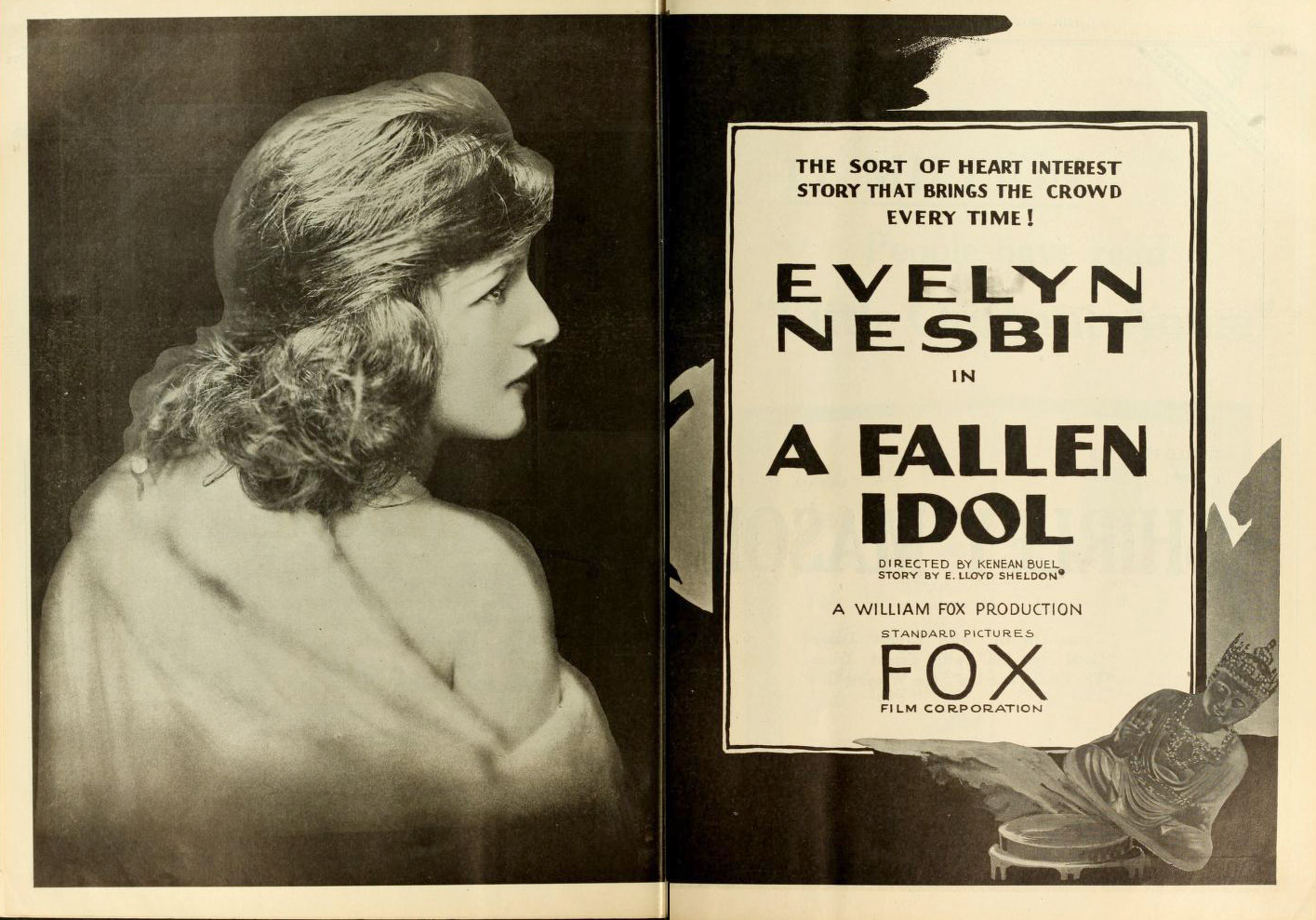
A Fallen Idol (1919).
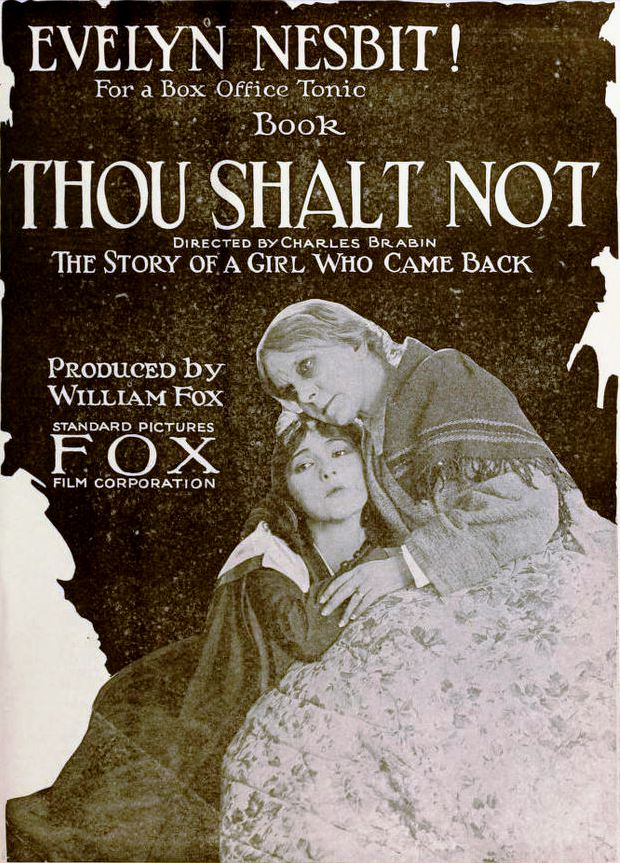
Thou Shalt Not (1919).

### Film dove appare il personaggio di Evelyn Nesbit
- L'altalena di velluto rosso (The Girl in the Red Velvet Swing), regia di Richard Fleischer (1955)
- Ragtime, regia di Miloš Forman (1981)

## Spettacoli teatrali
- Florodora (Broadway, 10 novembre 1900 - 25 gennaio 1902)
- The Wild Rose (prima: 5 maggio 1902)
- Tommy Rot (prima: 21 ottobre 1902)